# Aladin Šišić
Aladin Šišić (Cazin, 28 settembre 1991) è un ex calciatore bosniaco, di ruolo centrocampista.

## Carriera

### Club
In carriera ha giocato 9 partite di qualificazione alle coppe europee, di cui 2 per la Champions League e 7 per l'Europa League.

## Palmarès

### Club

#### Competizioni nazionali
- Campionato bosniaco: 2

Sarajevo: 2018-2019, 2019-2020